# Періодичний вибуховий розлад
Періоди́чний вибухо́вий ро́злад (також — перери́вчастий вибухо́вий ро́злад; англ. Intermittent explosive disorder) — розлад контролю імпульсів, коли людям періодично не вдається чинити опір агресивним імпульсам, що може призвести до серйозних нападів на інших людей і до руйнування чужої власності.

## Епідеміологія
На цю недугу страждають від 5 до 7% людства. Чоловіки більш схильні до такого захворювання, ніж жінки. 
Генетичні дослідження показали, що якщо в сім'ї був пацієнт з таким розладом, то ймовірність розвитку цього розладу у нащадків в 3 рази вищий, ніж в загальній популяції.
На молекулярному рівні численні дослідження показали, що серотонінергічна активність у пацієнтів з періодичним вибуховим розладом значно знижена.
Ретроспективні дослідження показують, що періодичний вибуховий розлад є постійним і хронічним. Огляд показав, що середня тривалість хвороби варіювала від приблизно 12 років до майже всього життя. 
Люди з таким розладом гинуть, в основному, від двох причин:
- Отримання важких травм (бійки, аварії).
- Суїцид (від 8 до 26%)[3].

## Симптоми
Імпульсивна, агресивна поведінка є основною характеристикою періодичного вибухового розладу, але також може виникати при психотичних розладах, розладах настрою, розладах особистості та загальних медичних розладах (епілепсії, біполярному розладі, шизофренії, вживанні наркотиків і алкоголю). Діагноз повинен ставити лікар-психіатр.

## Лікування
Лікування комбіноване (психотерапія і медикаменти).
Мета лікування — тривала ремісія, повністю вилікувати розлад неможливо.
Пацієнтам з таким розладом слід уникати інтоксикації алкоголем та іншими речовинами.